# Dibolia foersteri
Dibolia foersteri es una especie de insecto coleóptero de la familia Chrysomelidae. Fue descrita científicamente en 1859 por Bach.